# Zračna luka Bellona/Anua
Zračna luka Bellona/Anua (IATA: BNY, ICAO: AGGB) je zračna luka na otoku Belloni, Salomonski Otoci.